# Casanova Lerrone
Casanova Lerrone är en ort och kommun i provinsen Savona i regionen Ligurien i Italien. Kommunen hade 726 invånare (2018).